# Juan José García Gómez
Juan José García Gómez (Madrid, 1856-Madrid, 1917) fue un político y periodista español, diputado y senador en las Cortes de la Restauración.

## Biografía
Nació en 1856 en Madrid. Jefe del Cuerpo de Archiveros, Bibliotecarios y Anticuarios, fue diputado a Cortes, además de senador. Durante un tiempo dirigió el semanario madrileño El Economista. Formó parte de la Asociación de Escritores y Artistas (1896) y fue colaborador de Heraldo de Madrid. En 1910 fue nombrado miembro correspondiente de la Société d'économie politique de París. Falleció el 28 de abril de 1917 en Madrid.